# 紫波中央駅
紫波中央駅（しわちゅうおうえき）は、岩手県紫波郡紫波町紫波中央駅前1丁目にある、東日本旅客鉄道（JR東日本）東北本線の駅である。

## 歴史
紫波中央駅が所在する紫波町にもっとも古くからある駅は隣の日詰駅であったが、紫波町の合併元の1つである日詰町の中心街からは離れた場所に所在していた（いわゆる鉄道忌避説もある）。町では長らく新駅の開設を念願としており、周辺のまちづくり計画とともに請願駅として当駅を設置することにした。請願駅の設置費用は地元負担が原則であるが、公費の投入には法的な制限もあることから寄付を募ることになり、目標の2億7000万円をほぼ達成する2億6800万円が集まった。
1998年（平成10年）3月14日に開業した。駅名は町内3駅の中間に位置し、国道4号・396号・東北自動車道が通る町内の交通の要衝に位置することにちなんで名づけられた。当初はプレハブ駅舎で営業を開始し、林野庁の補助事業が認められたことにより2001年（平成13年）11月12日に木造平屋建ての駅舎が完成した。ただし、正式には「紫波中央駅待合施設」と称する町の施設であり、鉄道施設ではない。
開業以来無人駅であったが、2018年（平成30年）3月17日から業務委託駅として切符発売窓口が設置された。このため、2017年（平成29年）12月11日から窓口開設および自動券売機設置のための改良工事が行われた。

### 年表
- 1998年（平成10年）3月14日：開業[新聞 1]。
- 2001年（平成13年）11月12日：木造平屋建ての駅舎が完成し、落成式を挙行[4]。
- 2017年（平成29年）12月11日：窓口開設のための改良工事に着手[報道 2]。
- 2018年（平成30年）3月17日：みどりの窓口を開設[報道 1]。業務委託駅として有人化[報道 1]。
- 2023年（令和5年）5月27日：ICカード「Suica」の利用が可能となる[報道 3][報道 4]。
- 2024年（令和6年）
  - 3月9日：エレベーターの供用を開始[報道 5][報道 6]。
  - 10月1日：えきねっとQチケのサービスを開始[1][報道 7]。

## 駅構造
相対式ホーム2面2線を有する地上駅である。互いのホームは跨線橋で連絡している。
盛岡駅管理のJR東日本東北総合サービス委託の業務委託駅である。簡易Suica改札機が設置されている。2018年（平成30年）3月17日に業務委託駅としてみどりの窓口が設置された。当初は簡易自動券売機が設置されていたが、有人化に際し自動券売機に変更された。
木造平屋建ての駅舎は、正式には「紫波中央駅待合施設」と称する町の施設であり、建設にはすべて町産の木材が使われた。設計は佐川建築研究所の佐川旭で、建設作業は地元の業者が担当した。延べ床面積は279.89平方メートル、総工費8182万円で、地域林業経営確立林業構造改善事業を活用した間伐材利用のモデル施設として建設された。建物の中央に立つ八角形の塔は、紫波町の合併元の1町8村を表し、塔の両側にある大きく手を広げた形の屋根は町民と行政の翼を、屋根の勾配は曲屋をイメージした。また紫波町が東経140度57分、北緯39度28分に位置することから、使われた部材は140、57、39、28にちなんだ寸法が多用されている。正面から入ると左手に管理人室・トイレ・ギャラリーが、右手に待合室が位置する。改札口付近には森をイメージした12本の栗柱が立ち、床はビー玉の縁取りで蛇行する色分けタイルを敷いて北上川を表現している。待合室の梁には樹齢120年のアカマツが使用され、ベンチや机にも木材が生かされて、木の持ち味が生かされた設計となっている。

### のりば
| 番線 | 路線      | 方向 | 行先             |
| ---- | --------- | ---- | ---------------- |
| 1    | ■東北本線 | 下り | 盛岡方面         |
| 2    | ■東北本線 | 上り | 北上・一ノ関方面 |

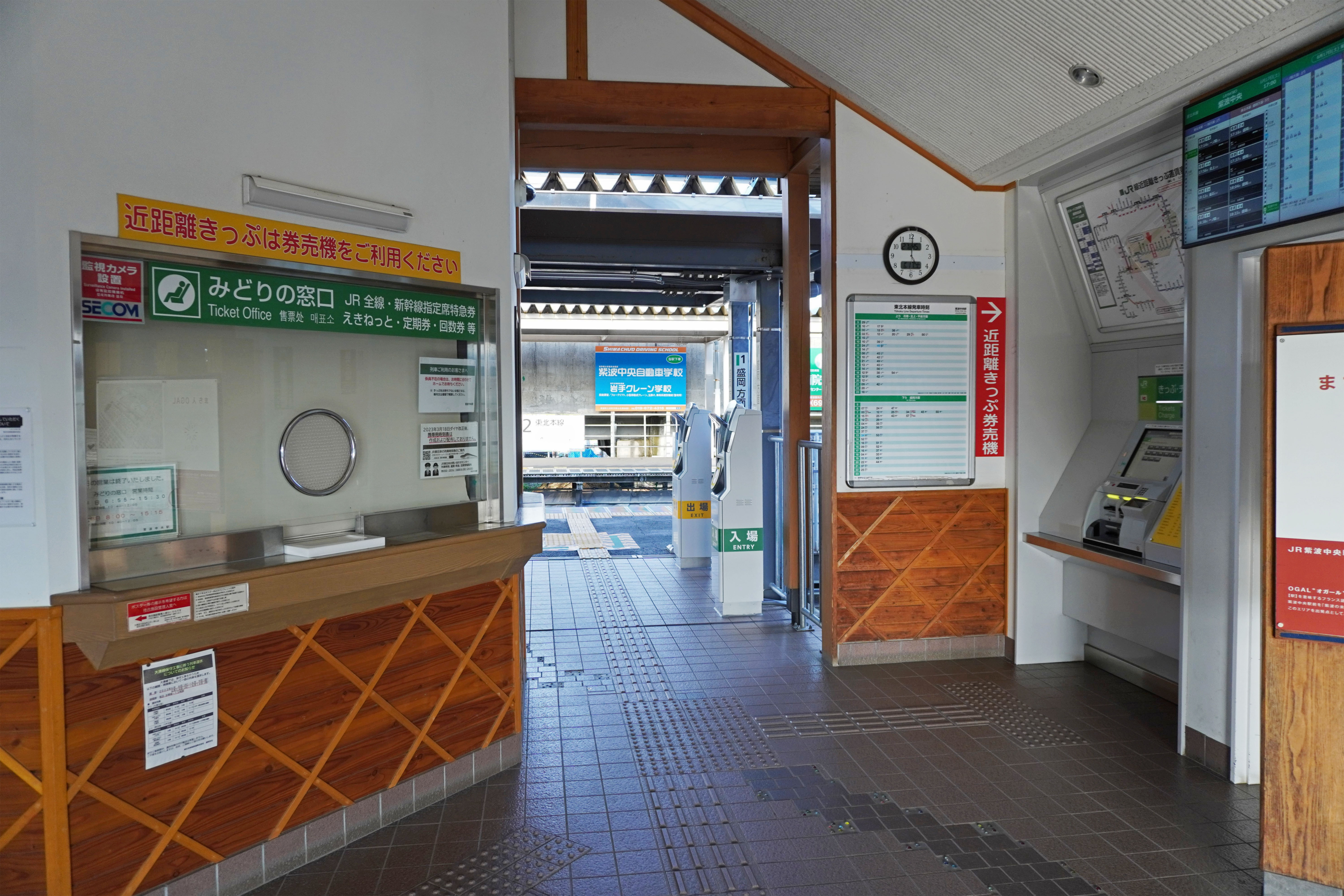
改札口と切符売り場（2023年6月）
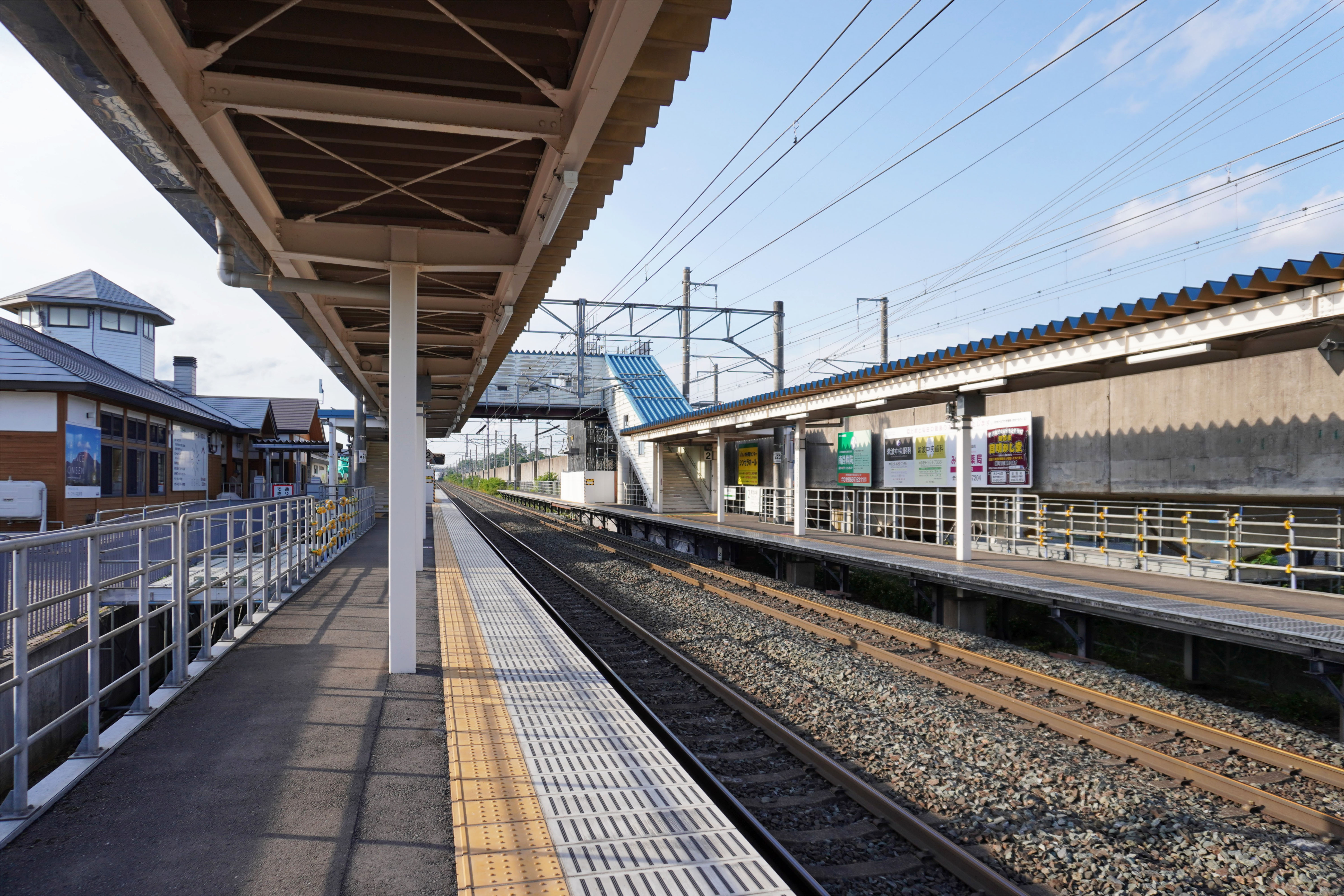
ホーム（2023年6月）

## 利用状況
JR東日本によると、2023年度（令和5年度）の1日平均乗車人員は1,295人である。
2013年度（平成25年度）および2018年度（平成30年度）以降の推移は以下のとおりである。
| 1日平均乗車人員・乗降人員推移 | 1日平均乗車人員・乗降人員推移 | 1日平均乗車人員・乗降人員推移 | 1日平均乗車人員・乗降人員推移 | 1日平均乗車人員・乗降人員推移 | 1日平均乗車人員・乗降人員推移 |
| 年度                          | 1日平均乗車人員               | 1日平均乗車人員               | 1日平均乗車人員               | 1日平均 乗降人員              | 出典                          |
| 年度                          | 定期外                        | 定期                          | 合計                          | 1日平均 乗降人員              | 出典                          |
| ----------------------------- | ----------------------------- | ----------------------------- | ----------------------------- | ----------------------------- | ----------------------------- |
| 2013年（平成25年）            |                               |                               |                               | 2,896                         | [ 6 ]                         |
| 2018年（平成30年）            | 360                           | 1,186                         | 1,546                         |                               | [ 利用客数 2 ]                |
| 2019年（令和元年）            | 342                           | 1,166                         | 1,508                         |                               | [ 利用客数 3 ]                |
| 2020年（令和02年）            | 210                           | 1,053                         | 1,264                         |                               | [ 利用客数 4 ]                |
| 2021年（令和03年）            | 212                           | 1,014                         | 1,227                         |                               | [ 利用客数 5 ]                |
| 2022年（令和04年）            | 245                           | 1,022                         | 1,268                         |                               | [ 利用客数 6 ]                |
| 2023年（令和05年）            | 296                           | 998                           | 1,295                         |                               | [ 利用客数 1 ]                |

## 駅周辺
- 勝源院の逆カシワ
- 紫波警察署
- 紫波消防署
- 紫波郵便局
- オガール
  - 紫波町役場
  - 紫波町図書館
  - 紫波町情報交流館
  - 紫波町こどもセンター
  - 岩手県フットボールセンター
  - オガールアリーナ（バレーボール専用コート）
  - サン・ビレッジ紫波
  - オガールイン
- 盛岡南ショッピングセンター「NACS（ナックス）」
- アヴニール紫波（ニュータウン）
- 岩手県立紫波総合高等学校
- サンビレッジ紫波
- 紫波町立紫波第一中学校
- JAいわて中央

## 隣の駅
東日本旅客鉄道（JR東日本）
■東北本線
□快速「はまゆり」（53・54号のみ停車）・■普通
日詰駅 - 紫波中央駅 - 古館駅

### 記事本文

#### 報道発表資料
1. 1 2 3 4  「紫波中央駅きっぷ発売窓口の営業開始について (PDF)」（プレスリリース）、東日本旅客鉄道盛岡支社、2018年2月9日。2018年2月10日時点のオリジナル (PDF)よりアーカイブ。2025年7月14日閲覧。
2. 1 2  「紫波中央駅きっぷ発売窓口の開設について (PDF)」（プレスリリース）、東日本旅客鉄道盛岡支社、2017年11月28日。2017年12月1日時点のオリジナル (PDF)よりアーカイブ。2025年7月14日閲覧。
3. 1 2  「2023年5月27日（土）北東北3エリアでSuicaがデビューします! (PDF)」（プレスリリース）、東日本旅客鉄道盛岡支社／東日本旅客鉄道秋田支社、2022年12月12日。2022年12月12日閲覧。
4. ↑  「北東北3県におけるSuicaご利用エリアの拡大について ～2023年春以降、青森・岩手・秋田の各エリアでSuicaをご利用いただけるようになります～ (PDF)」（プレスリリース）、東日本旅客鉄道、2021年4月6日。2021年4月6日閲覧。
5. ↑  「JR東北本線「紫波中央駅」のエレベーターの供用を開始します (PDF)」（プレスリリース）、東日本旅客鉄道盛岡支社、2024年2月19日。2024年2月19日閲覧。
6. ↑  「東北本線紫波中央駅のバリアフリー化工事に着手します (PDF)」（プレスリリース）、東日本旅客鉄道盛岡支社、2022年8月31日。2022年8月31日閲覧。
7. ↑  「Suicaエリア外もチケットレスで! 東北エリアから「えきねっとQチケ」がはじまります (PDF)」（プレスリリース）、東日本旅客鉄道、2024年7月11日。2024年8月1日閲覧。

#### 新聞記事
1. 1 2  「JR東北線 紫波中央駅 きょう開業」『岩手日報』岩手日報社、1998年3月14日、1面。

### 利用状況
1. 1 2  「各駅の乗車人員 2023年度 101位以下（5）| 企業サイト：JR東日本」東日本旅客鉄道。2025年7月14日閲覧。
2. ↑  「各駅の乗車人員 2018年度 ベスト100以外（5）：JR東日本」東日本旅客鉄道。2025年7月14日閲覧。
3. ↑  「各駅の乗車人員 2019年度 ベスト100以外（5）：JR東日本」東日本旅客鉄道。2025年7月14日閲覧。
4. ↑  「各駅の乗車人員 2020年度 101位以下（5）| 企業サイト：JR東日本」東日本旅客鉄道。2025年7月14日閲覧。
5. ↑  「各駅の乗車人員 2021年度 101位以下（5）| 企業サイト：JR東日本」東日本旅客鉄道。2025年7月14日閲覧。
6. ↑  「各駅の乗車人員 2022年度 101位以下（5）| 企業サイト：JR東日本」東日本旅客鉄道。2025年7月14日閲覧。